# Seznam biskupů Jednoty bratrské
Seznam biskupů Jednoty bratrské uvádí přehled biskupů Jednoty bratrské od jejího vzniku v 15. století do současnosti.
První biskupové byli ustanoveni r. 1467. Jan Blahoslav o tom píše: A když pak vstali od modlitby starší Bratři, totiž Řehoř s jinými staršími za stolem sedě ke všemu zboru promluvil takto: „Teď sme se Bratři milí svěřili Pánu Bohu svému, aby on, jestliže jest jeho svatá vůle, z těchto mužů devíti některé vyvolil k úřadu apoštolství na místě syna svého milého Pána Ježíše Krista, buď jednoho, buď dva, aneb tři, aneb žádného; na všem že chceme rádi přestati podlé vůle jeho svaté.“ I rozkázali jim, aby po jednom přistupovali k stolu a každý svou ceduli aby dal. A rozvinujíce je i nalezli, že tří cedulky dostaly se třem: jedna Matějovi Kunvaldskému, druhá Tumovi Přeloučskému, třetí Eliášovi mlynářovi. Tito tři vybraní muži byli následně potvrzeni za biskupy Michalem Žamberským, který byl k tomu účelu potvrzen valdenským biskupem Štěpánem.
Stará Jednota bratrská se dělila na diecéze; ty byly obvykle čtyři. Jednotlivé diecéze vedli biskupové. Číslování biskupů (níže) je uvedeno podle genealogie používané v Jednotě bratrské.

## Stará Jednota bratrská
1. Matěj z Kunvaldu
2. Tůma Přeloučský
3. Eliáš z Chřenovic
4. Lukáš Pražský
5. Ambrož ze Skutče
6. Martin Škoda
7. Václav Bílý
8. Ondřej Ciklovský
9. Jan Roh
10. Jan Augusta
11. Beneš Bavoryňský
12. Vít Michalec
13. Martin Michalec
14. Mach Sionský
15. Jan Černý
16. Matěj Červenka
17. Jiří Izrael
18. Jan Blahoslav
19. Ondřej Štefan
20. Jan Kálef
21. Jan Lorenc
22. Zachariáš Litomyšlský
23. Jan Eneáš
24. Jan Abdiáš
25. Šimon Theofil Turnovský
26. Jan Efraim
27. Pavel Jessen
28. Jakub Narcissus
29. Jan Němčanský
30. Samuel Sušický
31. Zachariáš Ariston
32. Jan Lanecius
33. Bartoloměj Němčanský
34. Jan Cruciger
35. Matěj Rybinski
36. Martin Gratianus
37. Matouš Konečný
38. Matěj Cyrus
39. Jan Turnovský
40. Jiří Erastus
41. Jan Cyrillus Třebíčský
42. Daniel Mikolajewski
43. Pavel Paliurus
44. Vavřinec Justýn
45. Matěj Prokop
46. Jan Amos Komenský
47. Pavel Fabricius
48. Martin Ormnius
49. Jan Rybinski
50. Martin Gertich
51. Jan Bythner
52. Mikuláš Gertich
53. Petr Figulus Jablonský
54. Adam Samuel Hartmann
55. Jan Zugehör
56. Joachim Gulich
57. Daniel Ernst Jablonský
58. Jan Jacobides
59. Salomon Opitz
60. David Cassius
61. Pavel Cassius
62. Kristián Sitkovius

## Obnovená Jednota bratrská
63. David Nitschmann
64. Mikuláš Ludvík Zinzendorf
65. Gottfried Polycarp Müller
66. John Nitschmann
67. Frriedrich von Watteville
68. Martin Dober
69. August Gottlieb Spangenberg
70. David Nitschmann
71. Friedrich Wenzel Neisser
72. Christian Frederick Steinhofer
73. Johannes Frederick Cammerhof
74. Johannes von Watteville
75. Johann Leonhard Dober
76. Albert Anton Vierort
...

## Současná Jednota bratrská v českých zemích
241. Václav Vančura
247. Karel Reichel
292. Adolf Ulrich
345. Evald Rucký
346. Petr Krásný
347. Jan Klas